# Protambulyx strigilis
Protambulyx strigilis é uma espécie de mariposa do gênero Protambulyx.  

## Taxonomia
A espécie foi descrita em 1771 por Carl Linnaeus. 